# Louis Bull 138B
Louis Bull 138B är ett reservat i Kanada.   Det ligger i provinsen Alberta, i den centrala delen av landet, 2 800 km väster om huvudstaden Ottawa.
Omgivningarna runt Louis Bull 138B är en mosaik av jordbruksmark och naturlig växtlighet. Runt Louis Bull 138B är det mycket glesbefolkat, med 2 invånare per kvadratkilometer.